# クレナフレックス
クレナフレックス（CLENA-FLEX）は、2004年7月にナムコ（後のバンダイナムコアミューズメント）が発売した、クレーンゲーム機。
直方体型の筐体に2人まで同時に操作が可能な押しボタンが備え付けられている。
本項では、プレイルールが共通するシリーズ機についても解説する。

## 概要
景品の落とし口の大きさや形を自由に設定することができる「フリーホール機能」が本機の大きな特徴。数種のパネルを組み合わせることでフロアを自在な形状に組み換えることができ、多彩な運営が可能。
初代機のキャッチコピーは『全てが最高スペック！お店の「こう使いたい」を全て実現！』。様々な機能を簡単に扱えることを売りとしている。
- 左右のアームパワーを個別に設定
- アームの開き幅の設定
- クレーンの移動範囲の設定
- 照明装飾等に使用するサービスコンセントを筐体内に搭載

などの機能を備えている。
2018年6月、クレナフレックス、クレナワイド、クレナクーラーの修理サポートが終了
。

## 遊び方
操作には2つまたは3つのボタンを使用する。
なお、設定により第3ボタンを用いる動作は行えない場合がある。
1. クレーンを第1ボタンで左右のどちらかに移動させる。ボタンを離すか限界点に到達すると停止する。再度押してもそれ以上は動かない。
2. 第2ボタンでクレーンを奥方向に移動させる。クレーンはボタンを離すか限界点に達するまでは動き続け、停止するとアームが開き、クレーンが降下する。第3ボタンが設定されている場合はクレーン降下中に押下することにより任意の高さで降下停止させることができる。
3. アームが閉まった後、クレーンが上昇する。
4. クレーンが上昇しきると一番近い落とし口に移動し、アームが開閉する。
5. ホームポジションへ移動し、待機状態に戻る。

## シリーズ機

### 通常タイプ
- CLENA-FLEX（クレナフレックス）
発売：ナムコ
登場：2004年12月
最大同時プレイ人数：2人
操作方法：横移動ボタン＋奥移動ボタン＋下降停止ボタン
消費電力：550W（サービスコンセント使用時 最大750W）
クレナシリーズの初代機種。
カラーバリエーションとして、ピンクとブルーの2種類が存在する。
景品を配置するフィールドは新たにフリーホール形状とされ、その上にプライズフロアを組むことで景品の落とし口の位置やサイズを自由に変えることが可能となった。
併せてプライズフロアの高さも容易に変更が可能となった。
筐体カラーがピンクのものにはピンクのフロアパネルが、筐体カラーがブルーのものにはグリーンのフロアパネルがそれぞれ付属する。
筐体側面のガラス窓もプレイの邪魔をせずに景品補充を行うことを前提に、引き戸式のガラス扉となっている。しかしながら、本機種限りで廃止された。
アームパワーは左右それぞれ150段階、アームの開き幅は4段階（100%・75%・66%・50%）から設定可能。※オプションキットにより開き幅の細かい調整が出来る様になっていた。
「CLENA2 Queen」より搭載されることになる下降距離の設定は本機にはなく、チェーンなどを用いて店舗側で設定を行う必要がある。
クレーンが降下して掴み動作を行った後の、上昇動作に移行するまでの時間を設定することが可能となっている。しかしながら、本機種限りで廃止された。
「リトライ付きゲーム」設定の場合、1プレイにつき一度だけ、上昇中に第3ボタンを押すことにより再度キャッチャーが降下し、もう一度掴み動作を行うことができる。この設定は「TRAIL TRAIL CLIPPER」から引き継がれたもの。本機種限りで廃止。
昼光色蛍光灯、電球色蛍光灯、中角ハロゲンランプの3種の照明を搭載し、光源を組み合わせて景品に合わせたライティングを設定することができる。本機種限りで廃止。
- CLENA-WIDE（クレナワイド）
発売：バンダイナムコゲームス
登場：2006年7月
最大同時プレイ人数：2人
操作方法：奥移動ボタン＋左アーム移動ボタン＋右アーム移動ボタン
消費電力：530W（サービスコンセント使用時 最大750W）
「WIDE WIDE CLIPPER」の後継機種。同様のゲーム性となる。
60cm幅までの景品に対応している[4]。
待機BGMや操作音の一部は「CLENA-FLEX」のものと共通化されている。
「かんたん調整モード」を搭載。同じ条件で掴み動作を繰り返し行う。「CLENA2 Queen」以降の機種では「くりかえしキャッチモード」としてほぼ同様の機能が搭載された。
- CLENA2 Queen（クレナ2クイーン）
発売：バンダイナムコゲームス
登場：2011年3月
最大同時プレイ人数：2人
操作方法：横移動ボタン＋奥移動ボタン＋下降停止ボタン
消費電力：290W（サービスコンセント使用時 最大490W）
「CLENA-FLEX」の後継機種。
「立体フリーホール」「フリーシェルフ」の追加[5]により、フィールド内のレイアウトを立体的に変更できる。
キャッチャーの向きを正面から見て90度、外向きか内向きに変更できる機能が追加となった。
キャッチャーの位置によって左右のアームパワーを入れ替えることができる機能が追加された。
キャッチャーの下降限界を設定モードから簡単に設定できる機能が追加となった。
アームパワーは左右それぞれ200段階、アームの開き幅は11段階に細分化された。
サービスパネルの操作、および視認性が向上された。
特定場所での掴み動作を繰り返し行い、動作設定が容易に行える「くりかえしキャッチモード」を搭載している。
照明の一部にLEDを採用するなどにより、消費電力は「CLENA-FLEX」のおよそ半分程度まで抑えられた。
筐体内に交換用パーツを保管できるスペースが用意され、作業性が向上している。
- CLENA2K（クレナ2K）
発売：バンダイナムコエンターテインメント
登場：2015年
最大同時プレイ人数：2人
操作方法：横移動ボタン＋奥移動ボタン＋下降停止ボタン
消費電力：190W
「CLENA-FLEX」の後継機種。
新たに10円硬貨が使用できるようになり、多様な料金設定に対応可能となった。
バックボードが改良され、マグネットなどで手軽にPOPを変えられるようになった。
キャッチャーの押し込み力の設定が、2段階（標準・弱）から出来るようになった。
全ての照明がLEDになり、消費電力が「CLENA2 Queen」よりさらに低減された。
- CLENA HYBRID（クレナハイブリッド）
発売：バンダイナムコアミューズメント
登場：2019年
最大同時プレイ人数：2人
操作方法：横移動ボタン＋奥移動ボタン＋下降停止ボタン又はジョイスティック+ボタン
消費電力：280W（サービスコンセント使用時 最大480W）
2019年5月より一部店舗で先行稼働を開始し、同年10月より順次稼働し12月に正式稼働した。
クレナシリーズ初のレバー操作に対応したほか、3本爪タイプとして運用できるアタッチメントパーツが付属。
照明や演出にフルカラーLEDを採用し、さらに有線接続で複数台の待機時演出を連動させることが可能。
消費電力は「CLENA2 Queen」相当に戻った。

- CLENA 3(クレナ3)
発売:バンダイナムコアミューズメント
登場:2022年
最大同時プレイ人数:2
操作方法：横移動ボタン＋奥移動ボタン＋下降停止ボタン又はジョイスティック+ボタン
消費電力：240W
「CLENA2」の後継機種。
プレイヤー手元の中央にタッチパネルが付き両替キープ機能が付いたほか、アーム先端部の角度が調節可能に。アームユニットカバーは黒。
フロアの付け外しの効率を上げる「クイックボルト」と自由度を引き上げる「3分割昇降機能」、「スリット式フロア」を採用したことで従来機種に比べ飛躍的に時短設計できる工夫がなされた。
通常の移動→掴み動作の設定の他に移動→下降→移動→上昇などの特殊なゲーム設定が設定可能になった。
BGM等は従来のシリーズのものに加え、新たなものも追加された。
Web管理システム「CLENA-NET(クレナネット)」に対応し、タブレットやパソコンで運営状況をリアルタイムで閲覧・管理することが可能。
従来機に比べ約10%の省エネを実現した。また、消費電力をさらに削減する「エコモード」も搭載している。

### 小型タイプ
- CLENA2 Jack（クレナ2ジャック）
発売：バンダイナムコゲームス
登場：2013年
最大同時プレイ人数：1人
操作方法：横移動ボタン＋奥移動ボタン＋下降停止ボタン
「CLENA2 Queen」の1人用タイプ。
筐体の高さが同シリーズよりも低めで、上部がガラス仕様となっているため、上から見下ろしてプレイすることができる[6] 。
ほとんどの部品を「CLENA2 Queen」と共通して使えるほか、専用にバンドルされた特殊アームが付属している。
クレナシリーズでは唯一、チルトスイッチを装備している。
- CLENA3 Jack（クレナ3ジャック）
発売：バンダイナムコアミューズメント
登場：2023年
最大同時プレイ人数：1人
操作方法：横移動ボタン＋奥移動ボタン＋下降停止ボタン又はジョイスティック+ボタン
消費電力：130W
「CLENA3」の1人用タイプ。
「CLENA2 Jack」の後継機種。
ほとんどの部品を「CLENA3」と共通して使えるほか、新たにSサイズのアームより小さいSSサイズのアームやスコップ爪など運営の幅を広げる新パーツも追加された。
Web管理システム「CLENA-NET(クレナネット)」にも対応し、『CLENA3』と同時にタブレットやパソコンで運営状況をリアルタイムで閲覧・管理することが可能。
LED演出のON／OFFが選べる「エコモード」設定を4段階で設定できるようになった。通常時(エコモードOFF時)から、それぞれ約14％減、37％減、61％減の省電力効果がある。

### 大型タイプ
- BIG CLENA（ビックレナ）
発売：バンダイナムコゲームス
登場：2009年11月
最大同時プレイ人数：1人
消費電力：580W
操作方法：横移動ボタン＋奥移動ボタン＋下降停止ボタン
「CLENA-FLEX」と同等の機能を持った超大型景品対応版。
上下二層式フリーホール機能、ディスプレイシェルフ、エリア別アーム機能などの新機能を搭載している[7]。
「CLENA-FLEX」と同様に、筐体側面のガラス窓が引き戸式のガラス扉となっている。プレイの邪魔をせずに景品補充を行うことが可能となっている。

- CLENA GRAND(クレナグラン)
発売:バンダイナムコアミューズメント
登場:2024年
最大同時プレイ人数:1
操作方法：横移動ボタン＋奥移動ボタン＋下降停止ボタン又はジョイスティック+ボタン
CLENA 3と同等の機能を持った超大型景品対応版。CLENA HYBRIDのように2本アームと3本アームとで変更が可能になっているがアタッチメントパーツ無しで変えられるようになった。
また、店員などが初期の位置に戻したり、景品がゲットされた場合に景品を補充したり、景品をゲットできない場合のアシスト機能が筐体（きょうたい）そのものができるようようになっており、自動でそれらができるようになった。
Web管理システム「CLENA-NET(クレナネット)」にも対応し、『CLENA3』と同時にタブレットやパソコンで運営状況をリアルタイムで閲覧・管理することが可能。